# En veu alta
En veu alta (originalment en francès, À voix haute) és un documental francès dirigit per Stéphane de Freitas i Ladj Ly emès per primera vegada a France 2 el 2016 i després estrenat als cinemes en una versió més llarga el 2017. Ha estat subtitulat al català.
El documental segueix el desenvolupament del concurs Eloquentia que cada any se celebra a la Universitat París 8. Vincennes - Saint-Denis. L'objectiu d’aquesta acció és ajudar els joves dels suburbis a dominar l'art de l'oratòria i alhora a assolir la confiança necessària per tirar endavant els seus somnis. El concurs està obert a la participació de 100 joves de 18 a 30 anys del districte Sena Saint-Denis.
Durant unes setmanes, guiats per un professorat integrat per advocats, directors i cantants, els joves aprenen els subtils mecanismes de la retòrica i afirmen els seus talents, donant-se a conèixer als altres i, per damunt de tot, a si mateixos.

## Reconeixements

### Premis
- Festival 2 Valenciennes 2017 Premi Estudiants en la categoria de documental
- Festival de Cinema de Torí 2017: premi del públic

### Nominacions
- César 2018: Millor documental